# Nelly Sachs
Nelly Sachs (pravo ime Leonie Sachs), nemška pisateljica in lirska pesnica judovske vere, * 10. december 1891, Berlin, † 12. maj 1970, Stockholm. 
Leta 1966 ji je, skupaj s Samuelom Josephom Agnonom, Nobelov komite podelil Nobelovo nagrado za literaturo "za njena odlična lirska in dramska dela, ki  prepričljivo razlagajo usodo Izraela."

## Življenje
Nelly Sachs se je rodila leta 1891 v četrti Berlin-Schöneberg, družini izumitelja in tovarnarja Williama Sachsa in njegovi ženi Margareti, rojeni Krager. Bila je edini otrok in je rastla v kultiviranem, asimiliranem judovsko-meščanskem okolju. Zaradi slabega zdravja so jo najprej tri leta poučevali zasebni učitelji, nato je leta 1903 začela obiskovati Višjo dekliško šolo, kjer je po petih letih končala malo maturo. Pri petnajstih letih se je tako navdušila nad debitantskim romanom pisateljice Selme Lagerlöf Gösta Berling, da sta si s švedsko pisateljico začeli dopisovati, kar je trajalo več kot 35 let. Prve pesmi je začela pisati s sedemnajstimi leti.
Nelly Sachs je s svojimi starši živela zadržano življenje in se je družabnega življenja v dvajsetih letih 20. stoletja malo udeleževala. Potem ko ji je oče prepovedal ljubezensko razmerje z ločenim moškim, je ostala neporočena. Pogumno naj bi vzdrževala razmerje s tem nepoznanim moškim več kot deset let in bila na začetku 2. svetovne vojne skupaj z njim tudi zaprta. V nekaterih pesmih kasneje govori o nekem »ženinu«, ki naj bi umrl v koncentracijskem taborišču. Natančnih podatkov ni.
Leta 1921 je s podporo pisatelja Stefana Zweiga izšla njena prva pesniška zbirka z naslovom Legende in povesti (Legenden und Erzählungen). Prejšnje, melanholično obarvane pesmi, so še neoromantično zaznamovane in se vrtijo okrog motivov iz narave in glasbe. Kasneje, pri izdaji njenih zbranih del, se je odločila, da teh pesmi v knjigi ne bo. 
Po dolgoletnem boju z rakom je leta 1930 umrl njen oče William, po njegovi smrti pa sta se Nelly in njena mati preselili v najemniško stanovanje v berlinsko ulico Lessingstraße. 
Proti koncu dvajsetih let 20. stoletja so bile njene pesmi natisnjene v različnih berlinskih časopisih, med katerimi so Vossische Zeitung, Berliner Tagesblatt in Die Jugend. Kritika in občinstvo so njene pesmi spoznale v enaki meri. 
Nelly Sachs in njena mati sta v tridesetih letih 20. stoletja v Berlinu živeli tako neopazno in zadržano, kot je bilo za jude le mogoče. Gestapo jo je večkrat poklical na zaslišanje. Ljudje iz SA-ja (Sturmabteilung) so izropali njuno stanovanje. Prisilno se je morala spoprijemati s svojim judovskim izvorom. Na začetku vojne je dobila v roke knjigo Martina Bubra z naslovom Pripovedi hasidov (Erzählungen der Chassidim) in v njej našla znano mistično miselno dediščino, ki ji je spet dala moči.
Dokaj pozno se je odločila skupaj z materjo pobegniti iz Nemčije. Njena „arijska“ prijateljica Gudrun Harlan je poleti leta 1939 odpotovala na Švedsko z namenom, da bi Selmo Lagerlöf prosila za švedski vizum. Toda Selma ji zaradi svojega zdravstvenega stanja ni mogla več pomagati. Umrla je, še preden je Nelly Sachs prispela na Švedsko. Gudrun Harlan se je obrnila na „slikarskega princa“ Eugena, brata švedskega kralja, ki jo je končno podprl. Po več mesecih birokratskih ovir sta lahko Nelly Sachs in njena mati maja leta 1940, dobesedno v zadnjem trenutku (ukaz za prevoz v taborišče je namreč že prispel), zapustili Nemčijo z letalom v smeri Nemčija – Stockholm. 
Na Švedskem sta živeli v revnih razmerah v enosobnem stanovanju na jugu Stockholma. Nelly je skrbela za svojo ostarelo mater in občasno delala kot perica, da bi prispevala k življenjskim stroškom. Začela se je učiti švedščino, v nemščino je prevajala moderno švedsko liriko. Njena lastna poezija se je med vojnimi leti razvijala povsem v drugo smer od zgodnje, romantične Nelly Sachs: pesmi od leta 1943 do 1944, ki naj bi kasneje izšle v zbirki V stanovanjih smrti (In den Wohnungen des Todes), vsebujejo prispodobe bolečine in smrti, so edina smrtna tožba za njen izmučen narod. Poleg pesmi so v štiridesetih letih 20. stoletja nastali tudi dve drami, Eli in Abram v soli (Abram im Salz).
V povojnem času je še naprej pisala z zelo čustvenim, grenkim, vendar nežnim jezikom o grozi holokavsta. Njen biograf Walter Arthur Berendsohn je opisal pesmi iz leta 1946 kot „tožeče, obtožujoče in idealistične“:
- O die Schornsteine
- Auf den sinnreich erdachten Wohnungen des Todes,
- Als Israels Leib zog ausgelöst in Rauch
- Durch die Luft -
- Als Essenkehrer ihn ein Stern empfing
- Der schwarz wurde
- Oder war es ein Sonnenstrahl?
- O die Schornsteine, v: In den Wohnungen des Todes, 1947

Obe zbirki, V stanovanjih smrti (In den Wohnungen des Todes) in Zatemnitev zvezd (Sternenverdunkelung, 1949), sta bili sprva objavljeni v vzhodnem Berlinu na pobudo Johannesa R. Becherja. Pesmi Nelly Sachs niso bile natisnjene niti v Švici niti v takratni Zahodni Nemčiji. Leta 1949 je bila druga pesniška zbirka Sternenverdunkelung izdana v Amsterdamu, kritiki so jo hvalili, v mladi Zvezni republiki pa so jo komaj kaj brali. V časopisu Nemške demokratične republike, Sinn und Form, so izšla nekatera njena besedila. Za Nelly Sachs in njeno mater je finančna beda še kar trajala, vendar pa se je Nelly s prevodi še držala nad vodo.
V začetku leta 1950 ji je umrla mati, kar je Nelly psihično zelo prizadelo. V petdesetih  letih 20. stoletja si je začela dopisovati s Paulom Celanom, ki ga je leta 1960 v Parizu tudi obiskala. Šele leta 1953 je dobila švedsko državljanstvo. Proti koncu desetletja, po letih osamitve, so jo končno sprejeli tudi na nemško govorečem področju. In nihče ne ve naprej (Und niemand weiß weiter) in Beg in preobrazba (Flucht und Verwandlung), pesniški zbirki z vplivi francoskega nadrealizma, sta izšli leta 1957 in 1959 v Hamburgu, Münchnu in Stuttgartu. Misterij Eli so predvajali leta 1959 kot radijsko igro na Südwestdeutscher Rundfunk (Južno-zahodnem nemškem radiu). Mladi literarni svet  Zvezne republike je „odkril“ Nelly Sachs. Še v odsotnosti, leta 1959, je dobila prvo literarno nagrado iz Nemčije, lirsko nagrado kulturnega kroga Zveznega združenja nemške industrije. Nelly Sachs se ni hotela vrniti nazaj v Nemčijo, strah je bil namreč še vedno prevelik. Kazali so se tudi znaki psihične bolezni, in potem, ko je leta 1960, prvič po dvajsetih letih spet prišla v Nemčijo na podelitev Nagrade Annette von Droste-Hülshoff za pesnice v Meersburgu (Meersburger Droste-Preis für Dichterinnen), se je po vrnitvi na Švedsko zlomila. V psihiatrični kliniki pri Stockholmu je skupno preživela tri leta.
Leta 1961 je mesto Dortmund ustanovilo Nagrado Nelly Sachs (Nelly-Sachs-Preis) in jo podelila nosilki imena. Kot prva ženska je leta 1965 prejela Mirovno nagrado nemškega knjigotrškega združenja (Friedenspreis des deutschen Buchhandels), kar jo je spodbudilo k ponovnemu obisku Nemčije. 
Na svoj 75. rojstni dan, 10. decembra 1966, je prejela (skupaj s Samuelom Josephom Agnonom) iz rok švedskega kralja Nobelovo nagrado za literaturo. Svoj kratek zahvalni govor je imela v nemščini, pri tem je citirala prav za to slovesnost napisano pesem, ki se glasi:
| An Stelle von Heimat halte ich die Verwandlungen der Welt | Na mestu domovine držim spremembe sveta |

Denarno nagrado je podarila  revnim, polovico pa je dala svoji stari prijateljici Gudrun Harlan. V zadnjih letih se je spet umaknila iz javnosti. Po nasvetu zdravnika je morala načrtovano potovanje v Izrael leta 1967 odpovedati. V odprtem telegramu pa se je zavzela za sprejem Günterja Grassa preko izraelskega pisateljskega združenja v Jeruzalemu. Poleg psihičnega trpljenja in nadaljnjega bivanja v psihiatrični kliniki, je zbolela tudi za rakom, zaradi katerega je 12. maja 1970  umrla v stockholmski bolnišnici. Pokopana je na judovskem pokopališču severno od Stockholma.

## Razno
Wolfgang Rihm je v svojem delu Memoria – drei Requiembruchstücke uglasbil dve pesmi Nelly Sachs. Delo je bilo uprizorjeno na obeležitvi spomenika žrtvam holokavsta v Berlinu. Po njej so poimenovali (še preden je dobila Nobelovo nagrado za literaturo) gimnazijo v Neussu (Gimnazija Nelly Sachs).

## Dela
- V stanovanjih smrti (In den Wohnungen des Todes, 1947)
- Trpljenje Izraela (Die Leiden Israels, 1951)
- Vožnja v neprašno (Fahrt ins Staublose, zbirka pesmi, 1961). Iz tega pesem »Chor der Geretteten« v: Andreas Lixl-Purcell (izd.): Erinnerungen deutsch-jüdischer Frauen 1900–1990 RUB 1423, Reclam Lpz. 1992 in pogosteje ISBN 3-379-01423-0 str. 380f.
- Znamenja v pesku (Zeichen im Sand, scenske pesmi, 1962)
- Izbrane pesmi (Ausgewählte Gedichte, 1963)
- Pokrajina iz krikov (Landschaft aus Schreien, 1966)
- Loči se, noč (Teile dich Nacht, pesmi, 1971)
- Pesmi (Gedichte, 1977)
- Iskanje živečih (Suche nach Lebenden, zbirka pesmi, 1979) http://cobiss4.izum.si/scripts/cobiss?id=1258374549621225
- Zgodnje pesmi in proza (Frühe Gedichte und Prosa, 1983

## Pisma
- Ruth Dinesen & Helmut Müssener (izd.): Pisma Nelly Sachs (Briefe der Nelly Sachs, Suhrkamp, Frankfurt, 1984)
- Karl Schwedhelm (1998). Nelly Sachs. Dopisovanje in dokumenti (Nelly Sachs. Briefwechsel und Dokumente. Rimbaud, Aachen. ISBN 3-89086-856-8.